# 周旨
周 旨（しゅう し、生没年不詳）は、中国西晋の武将。

## 経歴
『晋書』杜預伝によると、咸寧5年（279年）に杜預に従い呉侵攻に参加した。牙門将軍の管定・伍巣らと共に800人の兵を率い、舟で夜半に長江を渡って楽郷を襲撃した。多くの旗幟を立て、巴山に火を起こし、呉の孫歆に大軍と錯覚させ恐れさせた。伍巣と共に楽郷城外へ伏兵を布き、孫歆を捕らえる功績を挙げた。
小説『三国志演義』第120回によると、周旨は杜預の副将であり、800人の兵を率いて渡江すると、巴山に伏兵として潜む。杜預が呉軍を破った後、敗走・混乱していた呉軍に紛れ込み城内への侵入を果たし、孫歆を斬っている。さらに呉の張悌と戦い、沈瑩を討ち取るという武功を挙げている。